# Ivan Gašparovič
Ivan Gašparovič (Poltár, 27 de març de 1941) és un polític i professor de lleis eslovac. Va ser president de la República d'Eslovàquia des del 15 de juny de 2004 fins a 15 de juny de 2014.
Gašparovič va néixer a la localitat de Poltár, a la regió meridional de Banská Bystrica. El seu pare, Vladimir Gašparović, havia arribat a Eslovàquia procedent de Croàcia a les acaballes de la Segona Guerra Mundial.
Entre 1959 i 1964, Gašparovič va estudiar a la facultat de lleis de la Universitat de Comenius, a Bratislava, què és la universitat central del país. Aquell mateix any, es va casar amb Silvia Beníková, amb qui té dos fills. El 1968 va ingressar al Partit Comunista de Txecoslovàquia, presumptament per reforçar les reformes proposades per Alexander Dubček. El 1968 però, després de la invasió soviètica de Txecoslovàquia, en fou expulsat. Des de llavors, i fins a 1990, va exercir de professor a la Facultat de Dret a la Universitat Comenius de Bratislava.
El 1992, va ser durant un breu temps sots-president del Consell Legislatiu de Txecoslovàquia, abans que l'estat es dividís entre la República Txeca i Eslovàquia, divisió que fou efectiva a partir de gener de 1993. També va ser un dels autors de la nova Constitució d'Eslovàquia, redactada a finals de 1992.